# Sociedad Leopardo

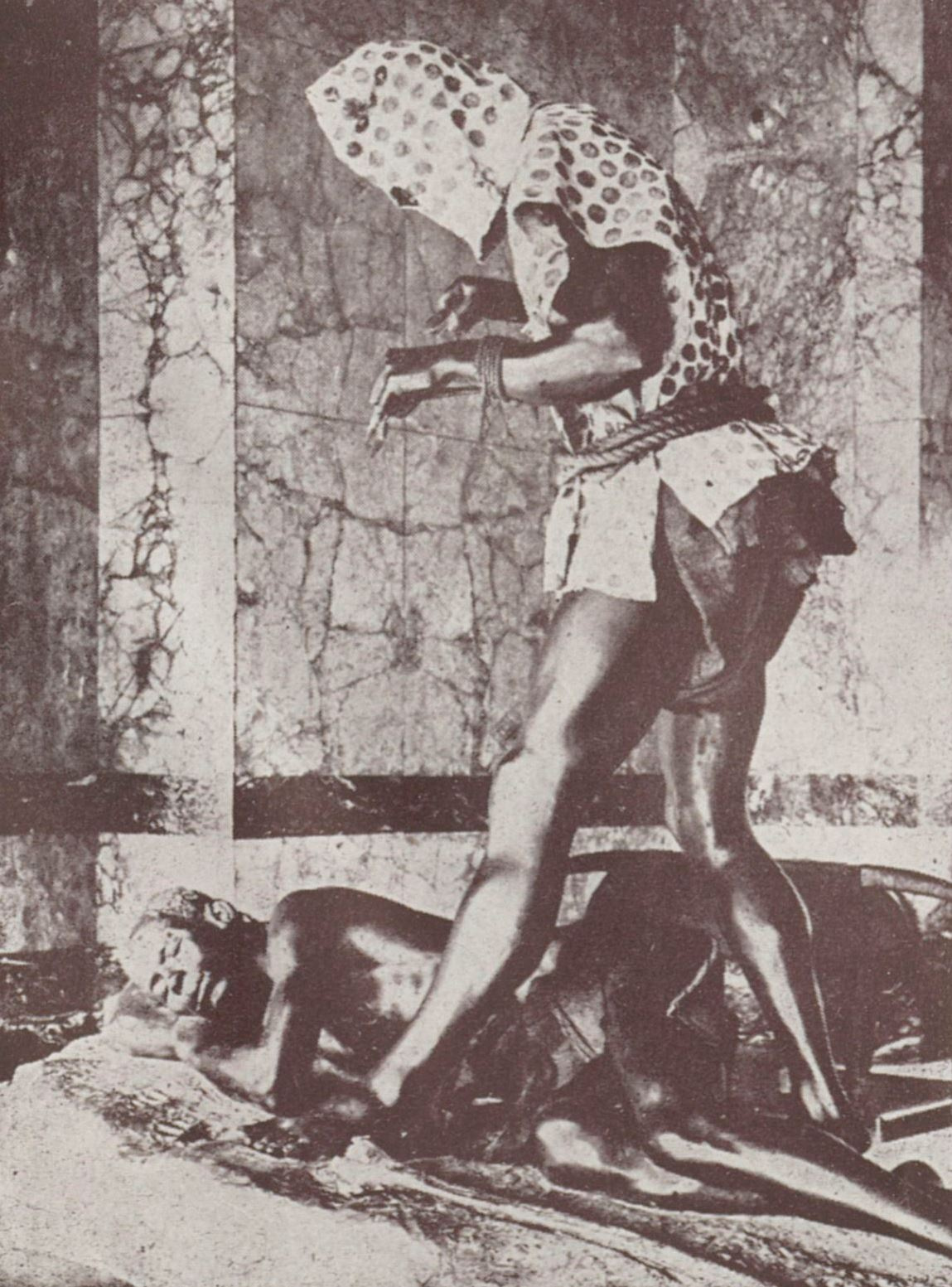
Un hombre leopardo, de Le Monde colonial illustré (1934).

La Sociedad Leopardo (que no debe confundirse con Ekpe) o Aniota, era una sociedad secreta que se originó en Sierra Leona. Se creía que los miembros de la sociedad podían transformarse en leopardos mediante el uso de la brujería. La primera referencia a la sociedad en la literatura histórica se puede encontrar en Sierra Leona: o la tumba del hombre blanco de George Banbury (1888). La sociedad trajo miedo a muchas partes del mundo.

## Historia
La Sociedad Leopardo era una sociedad secreta de África Occidental activa desde principios hasta mediados del siglo XX. Originalmente estaban centrados en Sierra Leona, pero se extendieron a otros países como Liberia, Costa de Marfil y Nigeria.
Entre los Efik de Calabar, eran conocidos como Mforoekpe y eran temidos. Los miembros se vestían con pieles de leopardo, y acechaban a los viajeros con armas afiladas en forma de garras y dientes de leopardo. La carne de las víctimas sería cortada de sus cuerpos y distribuida a los miembros de la sociedad secreta. Según sus creencias, el canibalismo ritual fortalecería tanto a los miembros de la sociedad secreta como a toda su tribu.

Según el erudito Stephen Ellis:
Éstos eran grupos exclusivos de personas que se creía que podían ser poseídas por los espíritus de animales carnívoros como leopardos y cocodrilos, y que llevaban a cabo asesinatos rituales mientras estaban en estado de posesión. Durante el transcurso del siglo XX, el gobierno de Liberia proscribió estas sociedades, pero algunas de ellas continuaron funcionando clandestinamente [...].
Donald Macintosh y Beryl Bellman describen los encuentros con lo que se cree que fue una supervivencia de la Sociedad Leopardo en la era poscolonial.

## En ficción
Versiones noveladas de la características de la sociedad se encuentran en la novela Tarzán y los hombres leopardo, en  Aventura africana de Willard Price, en Tintín en el Congo de Hergé y en Le Etiopiche de Hugo Pratt.
La Sociedad Leopardo fue mencionada en la serie Akata Warrior de Nnedi Okorafor. Robert E. Howard también los menciona en su cuento de terror/ detectives Black Talons.
En The Legend of Tarzán aparece una versión diferente de los hombres leopardo. Esta versión del grupo son en realidad leopardos que fueron levantados mágicamente por La.
Una encarnación ficticia también aparece en la película de 2016 La leyenda de Tarzán. Es dirigida por un jefe llamado Mbonga (interpretado por el actor Djimon Hounsou) cuyo hijo murió por Tarzán.

## En la cultura popular
Una representación de hombres leopardo, la inspiración para Tintin au Congo de Hergé, es el grupo escultórico en una de las grandes salas de exposiciones del Museo Real de África Central, Tervuren, encargado por el Ministerio de Colonias de Bélgica al artista Paul Wissaert y adquirido por el museo en 1913.